# Pteron

Peripterosz pteronnal

Pteron (görögül: τὸ πτερόν= szárny) a neve annak a felületnek, amely az oszlopokkal körülvett templomokban , mint a peripterosz, a  dipterosz és a pszeudodipterosz körbe fut a cella körül (a tér neve, amelyben tartózkodhatunk a peridromosz nevet kapta). A pteron a cella fala és az oszlop-gyűrű külső határa (a  perisztaszisz) közt keletkező terület. Tetőt kínált a cella fala közelében a hívők számára és a kultikus processziók helye volt.

## Fordítás
Ez a szócikk részben vagy egészben  a   Pteron című német Wikipédia-szócikk ezen változatának fordításán alapul.  Az eredeti cikk szerkesztőit annak laptörténete sorolja fel. Ez a jelzés csupán a megfogalmazás eredetét és a szerzői jogokat jelzi, nem szolgál a cikkben szereplő információk forrásmegjelöléseként.